# Flers-sur-Noye
Flers-sur-Noye (picardisch: Flèr-su-Noée) ist eine nordfranzösische Gemeinde mit 522 Einwohnern (Stand 1. Januar 2022) im Département Somme in der Region Hauts-de-France. Die Gemeinde liegt im Arrondissement Montdidier, ist Teil der Communauté de communes Avre Luce Noye und gehört zum Kanton Ailly-sur-Noye.

## Geographie
Die Gemeinde an der Noye liegt südlich von Essertaux im Kanton Conty an der Départementsstraße D1001 (frühere Route nationale 16) und erstreckt sich im Westen bis zur Autoroute A16, deren Ausfahrt 17 außerhalb des Gemeindegebiets liegt.

## Einwohner
| 1962 | 1968 | 1975 | 1982 | 1990 | 1999 | 2006 | 2010 |
| ---- | ---- | ---- | ---- | ---- | ---- | ---- | ---- |
| 210  | 223  | 220  | 247  | 299  | 342  | 358  | 403  |

## Verwaltung
Bürgermeister (maire) ist seit 2008 Joël Beaumont.

## Sehenswürdigkeiten
- Die Kirche mit 1898 neu erbautem Portal und Turm.
- Das im Zweiten Weltkrieg abgebrannte und nicht wieder aufgebaute Schloss aus dem Jahr 1740.